# Бабак гімалайський
Бабак гімалайський (Marmota himalayana) — вид роду Бабак (Marmota Blumenbach, 1779).
Поширений в Гімалаях на висотах від 300 до 4500 м над рівнем моря. Це тварини середнього розміру, дещо більші за свійського кота. Мешкають колоніями. Ця тварина має буре хутро з жовтими плямами на морді та грудях.
Цей вид бабака близький до трьох інших — бабака лісового, сірого та жовтобрюхого.